# سرفل لفتي
سرفل بصيلي أو سِرفل لِفتي (الاسم العلمي: Chaerophyllum bulbosum) هو نوع من النباتات يتبع جنس السرفل من الفصيلة الخيمية.

## معرض صور

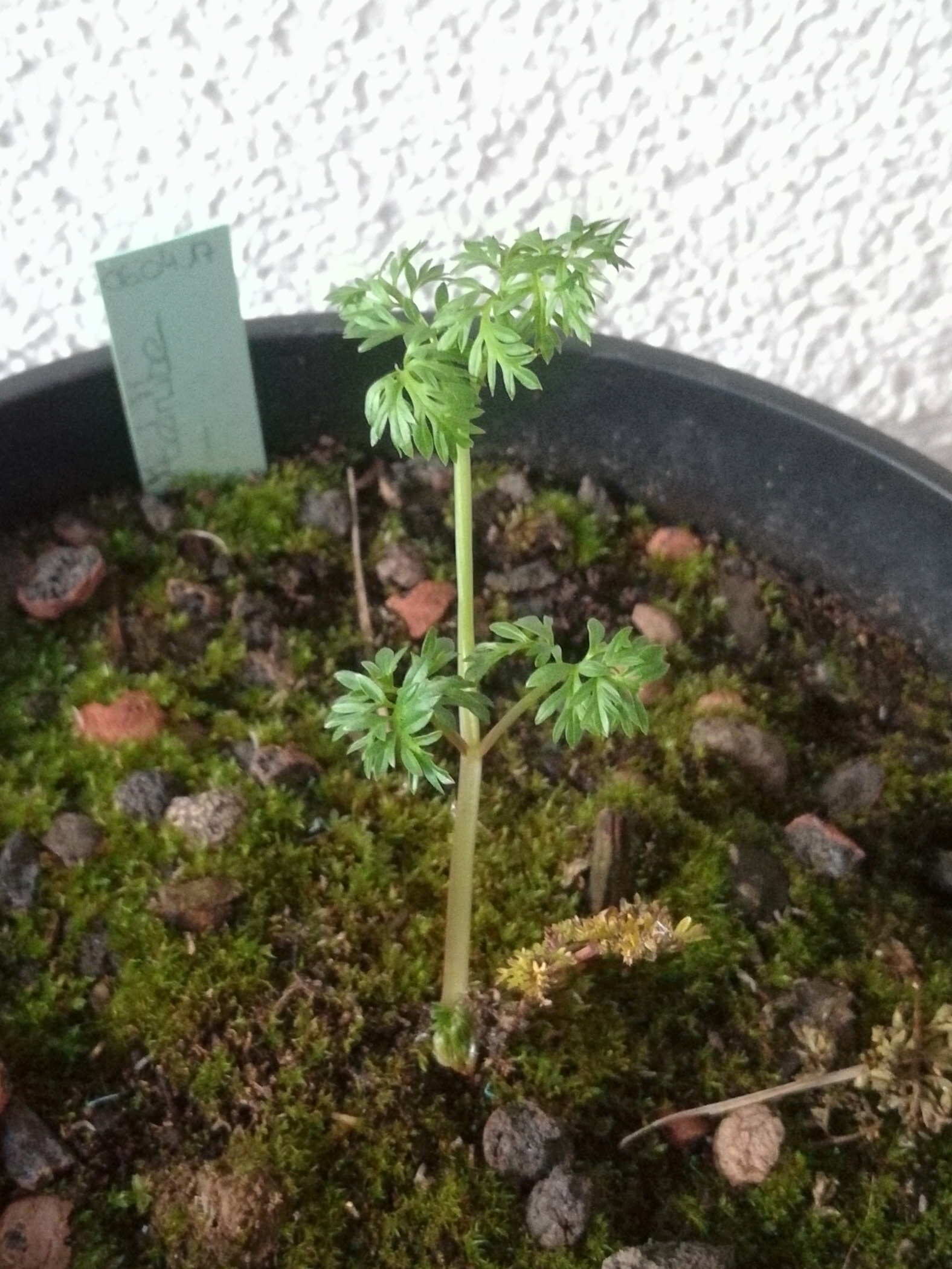
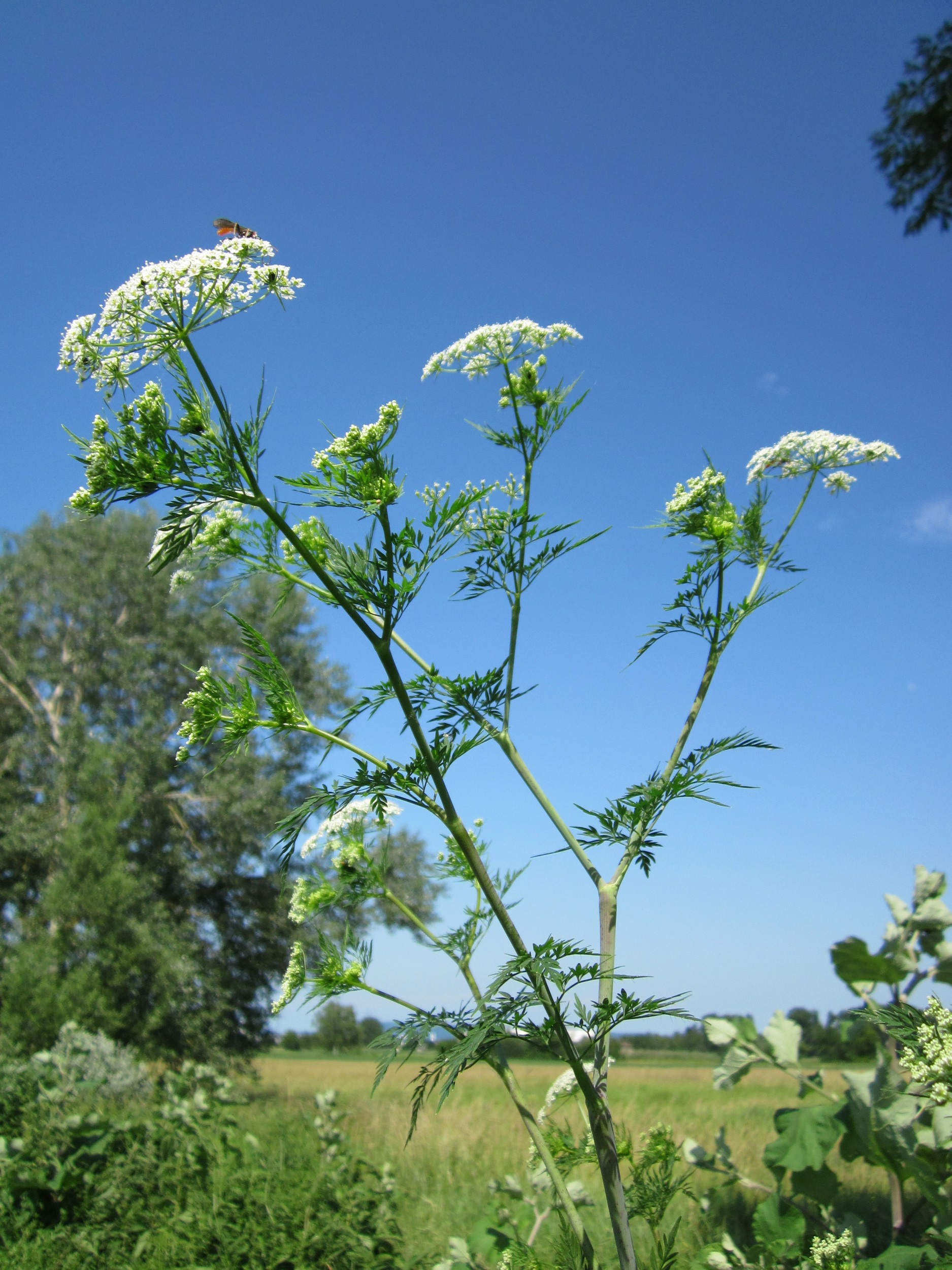
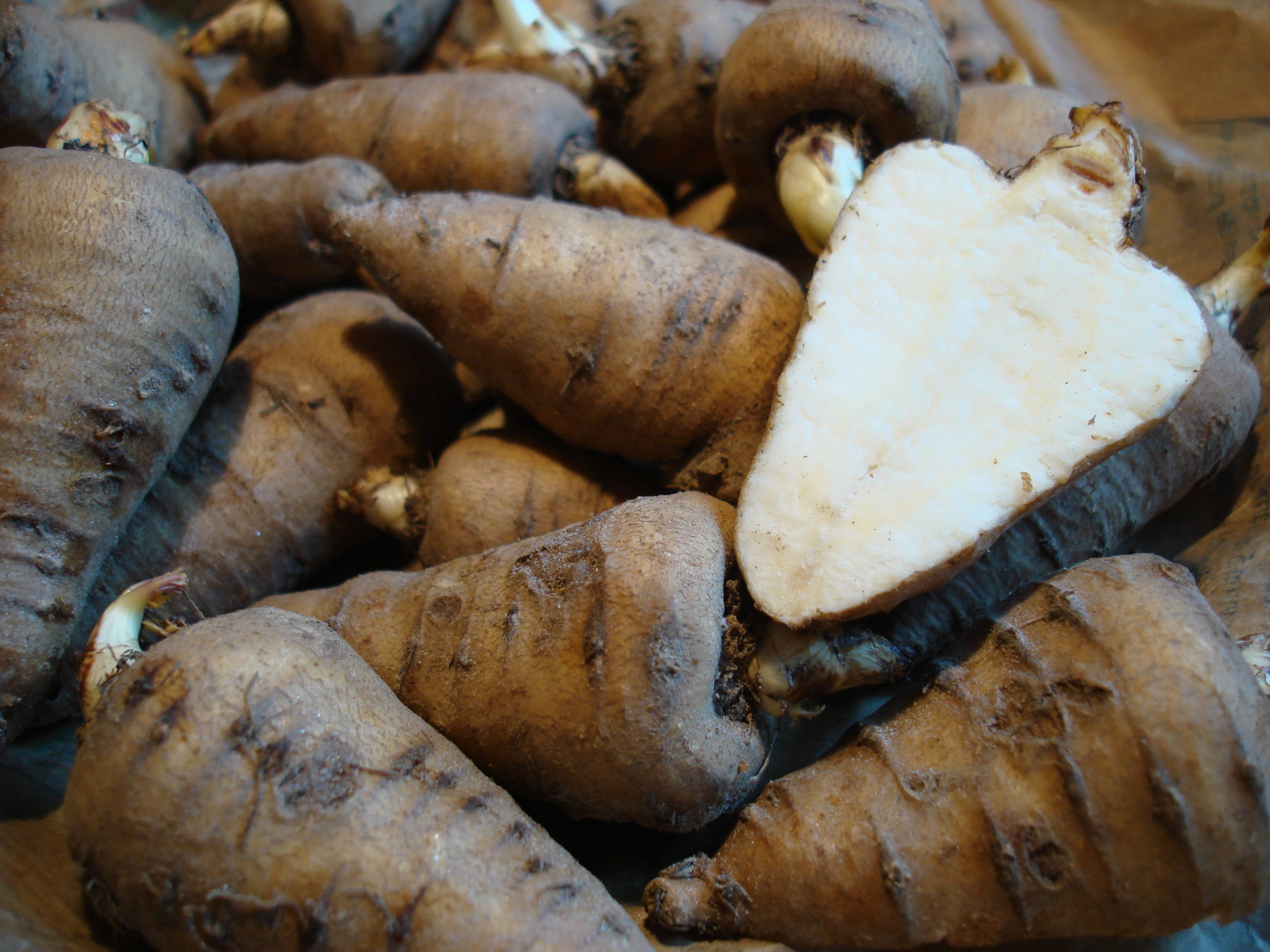